# Dorando Pietri
Dorando Pietri (ur. 16 października 1885 w Correggio, zm. 7 lutego 1942 w San Remo) – włoski lekkoatleta maratończyk, słynny z dramatycznego zwycięstwa na igrzyskach olimpijskich w 1908 w Londynie, zakończonego dyskwalifikacją.

## Wczesne lata
Urodził się w Mandrio, frazione Correggio, ale młodość spędził w Carpi. Pracował jako chłopiec na posyłki w sklepie cukierniczym. W 1904 słynny wówczas włoski biegacz Pericle Pagliani wziął udział w zawodach w Carpi. Według legendy Pietri, zachęcony tą atrakcją, wziął udział w biegu w roboczym ubraniu i zwyciężył przed Paglianim. Kilka dni później wystąpił po raz pierwszy w zawodach na bieżni w Bolonii, zajmując 2. miejsce w biegu na 3000 metrów.
W 1905 odniósł swój pierwszy sukces międzynarodowy wygrywając bieg na 30 kilometrów w Paryżu. W 1906 zwyciężył w biegu maratońskim będącym eliminacją przez igrzyskami międzyolimpijskimi w Atenach. Na igrzyskach musiał się wycofać z biegu wskutek choroby jelit. Prowadził wówczas z przewagą 5 minut. W 1907 zwyciężył w mistrzostwach Włoch. Był uznawany za najlepszego włoskiego biegacza na dystansach od 5000 metrów do maratonu.

## Igrzyska olimpijskie w 1908

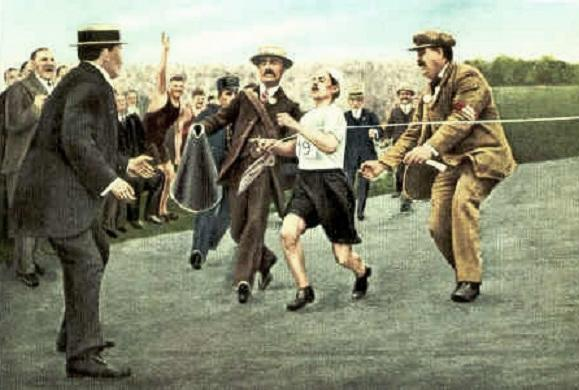
Finisz Pietriego w maratonie na igrzyskach olimpijskich w 1908

Pietri intensywnie trenował przed igrzyskami. W biegu na 40 km w Carpi osiągnął znakomity czas 2 godzin i 38 minut. Dystans na igrzyskach wynosił 42 195 m. Wystartowało 56 biegaczy. Dzień był bardzo gorący. Pietri rozpoczął w wolnym tempie, ale w drugiej połowie dystansu przyśpieszył. Po 32 kilometrach był drugi, o 4 minuty za Charlesem Hefferonem z Południowej Afryki. Po 39 kilometrach wyprzedził słabnącego Hefferona. Sam jednak był już wyczerpany i gdy wbiegł na stadion White City, skręcił w odwrotną stronę. Po interwencji sędziów zawrócił, ale upadł. Wstał z pomocą sędziów. Upadał i wstawał czterokrotnie, zawsze z pomocą, w końcu podtrzymywany przekroczył linię mety. Wyprzedził następnego zawodnika Johnny’ego Hayesa ze Stanów Zjednoczonych o 30 sekund.
Ekipa amerykańska złożyła protest przeciwko niedozwolonej pomocy sędziów dla Pietriego, który został uwzględniony. Uznano, że Pietri nie był w stanie samodzielnie ukończyć biegu. Został zdyskwalifikowany, a jego wynik usunięto z oficjalnej klasyfikacji.
Pietri otrzymał w uznaniu swego osiągnięcia srebrny puchar ofiarowany przez królową Aleksandrę z inicjatywy Arthura Conana Doyle’a.

## Późniejsza kariera
Heroiczny bieg przyniósł Pietriemu sławę. Irving Berlin zadedykował mu piosenkę Dorando. Pietri otrzymał ofertę udziału w płatnych biegach w Stanach Zjednoczonych. 25 listopada 1908 w Madison Square Garden w Nowym Jorku Pietri zmierzył się z Hayesem i wygrał. Podobnie wygrał z Hayesem 15 marca 1909. Ogółem w Stanach zwyciężył w 17 biegach na 22.
Powrócił do Włoch w maju 1909 i kontynuował karierę jako zawodowy biegacz. 24 maja 1910 wygrał maraton w Buenos Aires uzyskując swój najlepszy czas 2:38:48,2. Zakończył zawodowe uprawianie sportu wygrywając w październiku 1911 r. w Göteborgu.
Przez trzy lata zarobił olbrzymią na tamte czasy kwotę 200 000 lirów. Otworzył za nie hotel, który prowadził razem z bratem. Nie powiodło mu się jednak i zbankrutował. Prowadził później warsztat samochodowy w Sanremo. Zmarł w wieku 56 lat na atak serca.
W publikacjach niekiedy jego nazwisko jest błędnie podawane jako Pietro Dorando.